# Тлашадзе, Давит
Давит Тлашадзе (груз. დავით ტლაშაძე, род. 21 сентября 1991) — грузинский борец вольного стиля, серебряный призер чемпионата Европы, бронзовый призер Кубка мира, обладатель Кубка Европейских наций в команде.

## Биография
Родился в 1991 году в Гори. Борьбой начал заниматься с 2005 года. В 2016 году стал серебряным призёром чемпионата Европы. В 2020 году стал чемпионом Грузии весовой категории до 70 кг.

## Спортивные результаты на международных соревнованиях

### Выступления на Чемпионатах мира
| Соревнования                  | Сборная | Весовая категория | Место |
| ----------------------------- | ------- | ----------------- | ----- |
| Чемпионат мира по борьбе 2015 | Грузия  | до 70 кг          | 7     |
| Чемпионат мира по борьбе 2016 | Грузия  | до 70 кг          | 12    |

### Выступления на Чемпионатах Европы
| Соревнования                    | Сборная | Весовая категория | Место   |
| ------------------------------- | ------- | ----------------- | ------- |
| Чемпионат Европы по борьбе 2016 | Грузия  | до 70 кг          | Серебро |
| Чемпионат Европы по борьбе 2017 | Грузия  | до 70 кг          | 11      |

### Выступления на Европейских играх
| Соревнования          | Сборная | Весовая категория | Место |
| --------------------- | ------- | ----------------- | ----- |
| Европейские игры 2015 | Грузия  | до 70 кг          | 5     |

### Выступления на Кубках мира
| Соревнования              | Сборная | Весовая категория | Место  |
| ------------------------- | ------- | ----------------- | ------ |
| Кубок мира по борьбе 2016 | Грузия  | до 70 кг          | Бронза |

### Выступления на Кубках Европейских наций
| Соревнования                           | Сборная | Весовая категория | Место  |
| -------------------------------------- | ------- | ----------------- | ------ |
| Кубок Европейских наций по борьбе 2016 | Грузия  | команда           | Золото |

### Выступления на других соревнованиях
| Соревнования                                  | Сборная | Весовая категория | Место  |
| --------------------------------------------- | ------- | ----------------- | ------ |
| Кубок Тахты 2013                              | Грузия  | до 74 кг          | 16     |
| Турнир Степана Саргисьяна 2014                | Грузия  | до 70 кг          | Бронза |
| Henri Deglane Challenge 2014                  | Грузия  | до 74 кг          | Бронза |
| Кубок Тахты 2015                              | Грузия  | до 70 кг          | 13     |
| Турнир Александра Медведя 2015                | Грузия  | до 70 кг          | 19     |
| Мемориал Вацлава Циолковского 2015            | Грузия  | до 70 кг          | 8      |
| Кубок Алросы 2015                             | Грузия  | до 70 кг          | Бронза |
| Международный турнир Динмухамеда Кунаева 2015 | Грузия  | до 70 кг          | Золото |
| Турнир Александра Медведя 2016                | Грузия  | до 70 кг          | 5      |
| Pro Wrestling League 2017                     | Грузия  | команда           | 5      |
| Гран-при Парижа по борьбе 2017                | Грузия  | до 74 кг          | 8      |
| Турнир Дана Колова - Николи Петрова 2017      | Грузия  | до 74 кг          | 9      |
| Турнир Г. Картозия и В. Балавадзе 2017        | Грузия  | до 70 кг          | Бронза |
| Мемориал Вацлава Циолковского 2017            | Грузия  | до 70 кг          | 5      |
| Турнир Степана Саргисьяна 2018                | Грузия  | до 74 кг          | Бронза |
| Кубок Алросы 2018                             | Грузия  | команда           | 5      |
| Клубный чемпионат мира по борьбе 2018         | Грузия  | команда           | 4      |

### Выступления на соревнованиях младших возрастных групп
| Соревнования                                  | Сборная | Весовая категория | Место |
| --------------------------------------------- | ------- | ----------------- | ----- |
| Чемпионат Европы по борьбе среди юниоров 2010 | Грузия  | до 66 кг          | 9     |
| Чемпионат мира по борьбе среди юниоров 2010   | Грузия  | до 66 кг          | 8     |
| Чемпионат Европы по борьбе среди юниоров 2011 | Грузия  | до 66 кг          | 7     |